# Damernas hopp i gymnastik vid olympiska sommarspelen 2008
Damernas hopp i gymnastik vid olympiska sommarspelen 2008 avgjordes den 17 augusti.

## Medaljörer
| Gren          | Guld                   | Silver                      | Brons          |
| Damernas hopp | Hong Un Jong Nordkorea | Oksana Chusovitina Tyskland | Cheng Fei Kina |

## Final
| Placering | Gymnast                   | Hopp 1  | Hopp 1  | Hopp 1 | Hopp 1   | Hopp 2  | Hopp 2  | Hopp 2 | Hopp 2   | Totalt |
| Placering | Gymnast                   | A-poäng | B-poäng | Straff | Hoppoäng | A-poäng | B-poäng | Straff | Hoppoäng | Totalt |
| --------- | ------------------------- | ------- | ------- | ------ | -------- | ------- | ------- | ------ | -------- | ------ |
|           | Hong Un Jong (PRK)        | 6.500   | 9.350   | 0.300  | 15.550   | 6.500   | 9.250   |        | 15.750   | 15.650 |
|           | Oksana Chusovitina (GER)  | 6.300   | 9.425   |        | 15.725   | 6.000   | 9.425   |        | 15.425   | 15.575 |
|           | Cheng Fei (CHN)           | 6.500   | 9.575   |        | 16.075   | 6.500   | 8.550   |        | 15.050   | 15.562 |
| 4         | Alicia Sacramone (USA)    | 6.300   | 9.450   |        | 15.750   | 5.800   | 9.525   |        | 15.325   | 15.537 |
| 5         | Ariella Kaslin (SUI)      | 6.300   | 9.100   |        | 15.400   | 5.500   | 9.200   |        | 14.700   | 15.050 |
| 6         | Carlotta Giovannini (ITA) | 5.800   | 9.225   | 0.100  | 14.925   | 5.900   | 8.275   |        | 14.175   | 14.550 |
| 7         | Jade Barbosa (BRA)        | 5.800   | 8.925   |        | 14.725   | 5.600   | 8.650   |        | 14.250   | 14.487 |
| 8         | Anna Pavlova (RUS)        | 6.500   | 9.125   |        | 15.625   | 0.000   | 0.000   |        | 0.000    | 7.812* |

## Kvalificerade tävlande
| Placering | Gymnast                   | Hopp 1  | Hopp 1  | Hopp 1 | Hopp 1   | Hopp 2  | Hopp 2  | Hopp 2 | Hopp 2   | Totalt |
| Placering | Gymnast                   | A-poäng | B-poäng | Straff | Hoppoäng | A-poäng | B-poäng | Straff | Hoppoäng | Totalt |
| --------- | ------------------------- | ------- | ------- | ------ | -------- | ------- | ------- | ------ | -------- | ------ |
| 1         | Cheng Fei (CHN)           | 6.500   | 9.650   |        | 16.150   | 6.500   | 9.175   |        | 15.675   | 15.912 |
| 2         | Hong Un Jong (PRK)        | 6.500   | 9.150   |        | 15.650   | 6.500   | 9.300   |        | 15.800   | 15.725 |
| 3         | Alicia Sacramone (USA)    | 6.300   | 9.550   |        | 15.850   | 5.800   | 9.600   |        | 15.400   | 15.625 |
| 4         | Oksana Chusovitina (GER)  | 6.300   | 9.500   |        | 15.800   | 5.700   | 9.550   |        | 15.250   | 15.525 |
| 5         | Anna Pavlova (RUS)        | 5.800   | 9.550   |        | 15.350   | 5.600   | 9.600   |        | 15.200   | 15.275 |
| 6         | Carlotta Giovannini (ITA) | 5.800   | 9.300   |        | 15.100   | 5.900   | 9.275   |        | 15.175   | 15.137 |
| 7         | Jade Barbosa (BRA)        | 5.800   | 9.400   | 0.100  | 15.100   | 5.600   | 9.400   |        | 15.000   | 15.050 |
| 8         | Ariella Kaslin (SUI)      | 6.300   | 8.925   |        | 15.225   | 5.500   | 9.225   |        | 14.725   | 14.975 |